# Classe Trafalgar (submarinos)

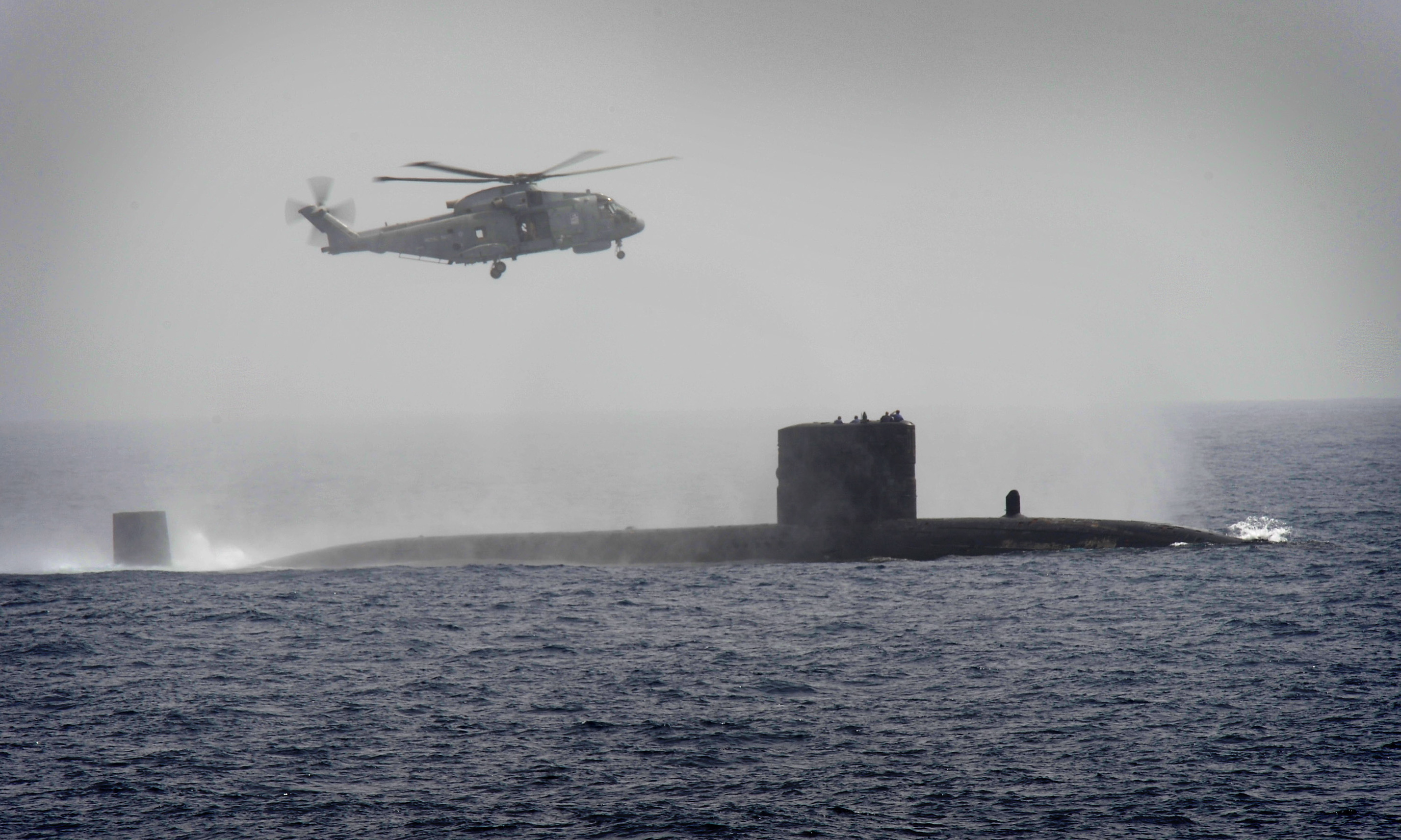
O HMS Turbulent operando no estreito do Golfo de Omã, em 2011.

A classeTrafalgar é uma linha de submarinos nucleares a serviço da Marinha Real Britânica, como sucessor da antiga classe Swiftsure. Como a maioria dos submarinos de propulsão nuclear do Reino Unido, todas as sete embarcações foram construídas pela Vickers Shipbuilding and Engineering em Barrow-in-Furness, Inglaterra. Ao todos, três já foram aposentados e quatro submarinos desta classe seguem em atividade. Lentamente, eles vêm sendo retirados de serviço em favor da mais moderna classe Astute.
Os submarinos desta classe já estiveram em serviço em várias regiões, participando de missões de combate no Afeganistão, Iraque e Líbia. Eles também participaram recentemente de operações no Oriente Médio.
Seu nome é em homenagem a Batalha de Trafalgar, onde a marinha real triunfou sobre a frota combinada da França e Espanha.

## Os submarinos
| Nome      | Número de amura | Status           | Lançado ao mar          | Data de comissionamento | Data de descomissionamento              |
| --------- | --------------- | ---------------- | ----------------------- | ----------------------- | --------------------------------------- |
| Trafalgar | S107            | Descomissionado  | 1 de julho de 1981      | 27 de maio de 1983      | 4 de dezembro de 2009                   |
| Turbulent | S87             | Descomissionado  | 1 de dezembro de 1982   | 28 de abril de 1984     | 14 de julho de 2012                     |
| Tireless  | S88             | Descomissionado  | 17 de março de 1984     | 5 de outubro de 1985    | 19 de junho de 2014                     |
| Torbay    | S90             | No serviço ativo | 8 de março de 1985      | 7 de fevereiro de 1987  | 14 de julho de 2017                     |
| Trenchant | S91             | No serviço ativo | 3 de novembro de 1986   | 14 de janeiro de 1989   | Sendo preparado para descomissionamento |
| Talent    | S92             | No serviço ativo | 15 de abril de 1988     | 12 de maio de 1990      | —                                       |
| Triumph   | S93             | No serviço ativo | 16 de fevereiro de 1991 | 12 de outubro de 1991   | —                                       |